# Christian Stormbom
Christian Edvard Stormbom, född 12 december 1945, död 5 augusti 2016 i Mariehamn, var en åländsk medieproducent, filmskapare och medielärare.

## Biografi
Stormbom är son till vicehäradshövdingen Charles Stormbom och Alice Kraemer. Stormbom inledde sin mediekarriär vid Radio Åland (sedermera Ålands radio) 1964, och fungerade där som teknikansvarig och sporadiskt som radiopratare fram till början av 1980-talet.
Stormbom var en av initiativtagarna till TV Åland och arbetade flera säsonger med bild och redigering. Stormbom producerade tre säsonger av Resemagasinet Kappsäcken, ett reseprogram som visades i TV5 Nordic (sedermera Femman) åren 1992 - 1994, till dags dato den enda åländska TV-serie som visats i flera säsonger utanför Åland.
Stormbom producerade, filmade och redigerade ett stort antal dokumentärfilmer och personbiografier som visats i finländsk och svensk TV. Bland dessa märks Vi landar på Färöarna, en dokumentär om Färöarna som distribuerades i 2000 exemplar till läromedelscentraler över hela Sverige.
1994 vann Stormboms dokumentärfilm om den åländske konstnären Robert Hancock första pris i den finlandssvenska TV-forums årliga evenemang.
Stormbom avled den 5 augusti 2016 under kvällen på sjukhuset efter en kort tids sjukdom.

## Priser
- 1994 TV-forums förstapris för "Konstens Åland: Robert Hancock"